# مارتي ماريون
مارتي ماريون (بالإنجليزية: Marty Marion)‏ هو لاعب كرة قاعدة أمريكي، ولد في 1 ديسمبر 1916 في ريتشبورغ في الولايات المتحدة، وتوفي في 15 مارس 2011 في لاديو في الولايات المتحدة بسبب نوبة قلبية.

## وصلات خارجية
- مارتي ماريون على موقعبيزبول رفرنس.كوم (الدوري الرئيسي) (الإنجليزية)
- مارتي ماريون على موقعبيزبول رفرنس.كوم (الدوري الثانوي) (الإنجليزية)
- مارتي ماريون على موقع جمعية أبحاث البيسبول الأمريكية (الإنجليزية)